# Armando Izzo
 Armando Izzo (Nápoles, Ciudad metropolitana de Nápoles, 2 de marzo de 1992) es un futbolista italiano. El cual juega como defensa en el equipo la A. C. Monza de la Serie B de Italia.

## Trayectoria
Izzo se formó en las categorías inferiores del Napoli, con las que ganó el Campionato Berretti en 2011. El 1 de julio del mismo año fue cedido a préstamo al Triestina de la Lega Pro Prima Divisione (tercer nivel del fútbol en Italia), donde totalizó 15 alineaciones y marcó un gol. El 1 de enero de 2012 fue transferido al Avellino. Con los biancoverdi permaneció dos temporadas y se consagró campeón del Grupo B de la Lega Pro Prima Divisione 2012/13, logrando el ascenso a la Serie B.
Tras 64 partidos y 2 tantos en el Avellino, el 14 de julio de 2014 fichó por el Genoa, llegando así a la máxima división italiana.
El 12 de abril del 2017 fue suspendido por la FIGC durante 18 meses y recibió una multa de $50,000 euros por la implicación en intentos de amaños de partidos durante la temporada 2013-2014, temporada que jugó con el Avellino en la Serie B.
El 4 de julio de 2018 fichó por el Torino F. C. Después de cuatro años en el club, el 1 de septiembre de 2022 fue cedido a la A. C. Monza.

## Estadísticas
Actualizado al último partido jugado el 26 de febrero de 2017.
| US Triestina · Italia       | 3.ª           | 2011-12       | 13  | 1  | 3  | 0 | - | - | 16  | 1  |
| US Triestina · Italia       | Total         | Total         | 13  | 1  | 3  | 0 | - | - | 16  | 1  |
| AS Avellino 1912 · Italia   | 3.ª           | 2011-12       | 6   | 0  | 0  | 0 | - | - | 6   | 0  |
| AS Avellino 1912 · Italia   | 3.ª           | 2012-13       | 22  | 1  | 2  | 0 | - | - | 24  | 1  |
| AS Avellino 1912 · Italia   | 2.ª           | 2013-14       | 30  | 1  | 4  | 0 | - | - | 34  | 1  |
| AS Avellino 1912 · Italia   | Total         | Total         | 58  | 2  | 6  | 0 | - | - | 64  | 2  |
| Génova C. F. C. · Italia    | 1.ª           | 2014-15       | 20  | 1  | 1  | 0 | - | - | 21  | 1  |
| Génova C. F. C. · Italia    | 1.ª           | 2015-16       | 33  | 0  | 1  | 0 | - | - | 34  | 0  |
| Génova C. F. C. · Italia    | 1.ª           | 2016-17       | 24  | 0  | 1  | 0 | - | - | 25  | 0  |
| Génova C. F. C. · Italia    | 1ª            | 2017-18       | 16  | 1  | 0  | 0 | - | - | 16  | 1  |
| Génova C. F. C. · Italia    | Total         | Total         | 93  | 2  | 3  | 0 | - | - | 96  | 2  |
| Torino FC                   | 1ª            | 2018-19       | 37  | 4  | 2  | 0 | - | - | 39  | 4  |
|                             | 1ª            | 2019-20       | 31  | 1  | 1  | 0 | 5 | 2 | 37  | 3  |
|                             | 1ª            | 2020-21       | 25  | 2  | 1  | 0 | - | - | 26  | 2  |
|                             | 1ª            | 2021-22       | 11  | 0  | 2  | 0 | - | - | 13  | 0  |
|                             | Total         |               | 104 | 7  | 6  | 0 | 5 | 2 | 115 | 9  |
| AC Monza                    | 1ª            | 2022-23       | 30  | 1  | 1  | 0 | - | - | 30  | 1  |
|                             | 1ª            | 2023-24       | 23  | 0  | 1  | 0 | - | - | 23  | 0  |
|                             | 1ª            | 2024-25       | 30  | 1  | 3  | 0 | - | - | 33  | 1  |
| Total carrera               | Total carrera | Total carrera | 335 | 12 | 23 | 0 | 5 | 2 | 363 | 14 |
| (1)Incluye Copa Italia. (2) |               |               |     |    |    |   |   |   |     |    |

## Palmarés

### Campeonatos nacionales
| Título                   | Club                 | País   | Año     |
| ------------------------ | -------------------- | ------ | ------- |
| Campionato Berretti      | SSC Napoli (juvenil) | Italia | 2010-11 |
| Lega Pro Prima Divisione | AS Avellino 1912     | Italia | 2012-13 |